# A:FANTASIA
「a:FANTASIA」（ファンタジア）とは、日本のヴィジュアル系ロックバンド・ナイトメアの16枚目のシングル。

## 概要
2010年6月23日発売。3タイプリリースであり、Aタイプには「a:FANTASIA」、Bタイプには「Romeo」のビデオクリップを収録したDVDが付属する。
オリコン週間チャートでは初登場5位を記録した。
7thアルバム『NIGHTMARE』に収録されているが再録されて収録されている。

## 収録曲
1. a:FANTASIA（作詞・作曲：咲人）
この曲の歌詞には｢自称少年テロリスト｣と出てくるが、咲人が音楽を長く続けていると必ず昔のことを忘れてしまうから、原点回帰して昔の自分達（少年テロリスト）を忘れないようにそれを残したかったとのこと。
2. Romeo（作詞・作曲：RUKA）
3. Rover（Bonus Track） （作詞：YOMI 作曲：Ni〜ya）※Cタイプのみ